# Elizabeth Kata
Pour les articles homonymes, voir Katayama et Kata.
Elizabeth Colina Katayama, née McDonald le 9 octobre 1912 et morte le 4 septembre 1998, est une écrivaine australienne connue sous le pseudonyme d'Elizabeth Kata, surtout connue pour le roman Be Ready with Bells and Drums (1961), adapté en film primé A Patch of Blue (1965).

## Biographie
Elizabeth Kata nait à Sydney en 1912, de parents écossais. Après avoir épousé le pianiste japonais Shinshiro Katayama en 1937, elle vit dix ans au Japon. Au cours des dernières années de la Seconde Guerre mondiale, elle est internée dans le village de montagne de Karuizawa, à Nagano. Elle retourne en Australie en 1947 avec son fils David, luttant contre le gouvernement australien pour pouvoir rentrer au pays.
En plus d'écrire des romans, elle a écrit des scénarios pour la télévision et Hollywood. Son premier roman, Be Ready with Bells and Drums (écrit en 1959, publié pour la première fois en 1961), est adapté en film sous le titre A Patch of Blue (1965),. Guy Green, le réalisateur ayant adapté le roman et écrit le scénario, est nommé pour un prix de la Writers Guild of America. Après le succès du film, le roman est réédité sous le titre Modèle:LLangue. Le livre a été pendant de nombreuses années inclus dans la liste des livres scolaires aux États-Unis et en Australie.[réf. nécessaire]
Elizabeth Katayama meurt à son domicile de Sydney le 4 septembre 1998[réf. nécessaire].

## Œuvres
- (en) Be Ready with Bells and Drums, 1961
  - (en) A Patch of Blue (republication)
- (en) Someone Will Conquer Them, 1962
- (en) Look Back in Horror
- (en) Tilda, 1979
- (en) Child of the Holocaust, 1980
- (en) The Death of Ruth, 1981
- (en) With Kisses on Both Cheeks, 1981
- (en) Sarah, 1982
- (en) Kagami, 1989